# عبد الرحمان اللموشي
عبد الرحمان اللموشي (3 يناير 1933 -28 نوفمبر 2017) هو شاعر وأديب تونسي

## حياته ونشأته
من مواليد في سنة 1933 بتاجروين في تونس. وتخرج في جامع الزيتونة المعمور بتونس. وهو من رجال التربية والتعليم في تونس، وقد عمل متفقداً (مفتشاً) للغة العربية لمدة خمس عشرة سنة ثم تولى مهام ذات طبيعة سياسية وإدارية بوزارة الداخلية التونسية إلى أن أحيل على التقاعد سنة 1993 م.

## أعماله
يكتب عبد الرحمان اللموشي ، الشعر العمودي والشعر الحر منذ أكثر من نصف قرن. ونشر قصائده منذ سنة 1953 م، في الصحف والمجلات التونسية منها صحف:الصباح، والعمل، والرأي العام، والصريح . ومجلتي الفكر والثقافة. كما كتب القصة القصيرة والرواية ، نشر بعضها في مجلة الفكر وصحيفة الصباح، إلى جانب العديد من المقالات والدراسات في النقد الأدبي خاصة في خمسينات وستينات القرن الماضي، حيث برع في النقد والتحليل الدقيق للشعر والقصة. واتسم أسلوبه النقدي بالصراحة والحزم. كما كان محققاً وباحثاً في اللغة والنحو. ونشر له العديد من البحوث والتحقيقات اللغوية في الصحف التونسية.
نال جائزة الشعر السنوية من الإذاعة التونسية سنة 1963 م	ونال الجائزة الأولى في المسابقة الوطنية للقصة التي نظمت بمناسبة الذكرى العاشرة لقصف ساقية سيدي يوسف بقصة «ضريبة الَوحدة» سنة 1968 م.

### قطوف من شعره
- للشاعر اللموشي قصيدة فريدة في الانتصار للشعر العمودي عنوانها شكاة الشعر وفيها يقول:
- يؤمن الشاعر عبد الرحمان اللموشي إيمانا شديدا بوجوب اتحاد العرب وإزالة الحدود وفي شعره دعوات متواترة إلى وحدة العرب ووحدة المغرب العربي وله في ذلك قصائد مفردة فمن قصيدة له يصف فيها حال العرب في انقسامهم وتشتتهم ويدعوهم إلى الوَحدة والوفاق بعنوان من نحن:
ومن قصيدة له في الدعوة إلى الوحدة بين دول المغرب العربي وتحطيم الحدود كتبها بعيد استقلال الجزائر سماها رجاء المغرب العربي :
وبعد ثلاثين سنة كتب قصيدة حدود وسدود يُبدي فيها ساخرا يأسه من تحقق وحدة المغرب العربي في هذا الجيل ويتوقع أن يحدث ذلك بعد ألف سنة أو تزيد:
حفيدي البعيد البعيد
إذا جاء يومٌ
وفيه عبرتم حدودَ الحدود
على مغرب عربي
سَفاها بناها الجدود
عبرتم بدون جواز، ودون قيود
فمن ألف عام تزيد
وضعنا لهذا الرجاء الوطيد
وضعنا له حجر الأس
صلدا عتيد
عليه نحتنا...لعقد فريد
وكان الرجاء:
رجاءُ الشعوب
رجاءُ الكبار
رجاءُ الجبال
رجاءُ السهول
وحتى رجاء الجمارك!..
أن تتهاوى الحدود
ولكنْ...تشاء السدود
حفيدي البعيد البعيد
إذا جاء هذا الأغر،
فلا تحسبوه جديدا جديد
ألا إنّه يومُ عيدٍ تليد